# N. Sri Ram
Nilakanta Sri Ram (* 15. Dezember 1889 in Thanjavur, Tamil Nadu, Indien; † 8. April 1973 in Adyar, Indien) war ein indischer Autor, Freimaurer, Theosoph und Präsident der Theosophischen Gesellschaft Adyar (Adyar-TG).

## Leben

### Kindheit, Jugend und Beruf
Ram wurde am 15. Dezember 1889 in Thanjavur als eines von acht Kindern von Nilakanta Sastri und seiner Frau Seshammal geboren. Die Familie gehörte der Brahmanenkaste an, der Vater war Ingenieur und ein bekannter Sanskritgelehrter, die Familie sehr angesehen und wohlhabend. Sowohl sein Vater als auch seine Schwester Rukmini Devi Arundale waren Mitglieder der Adyar-TG und für diese tätig. Ram war verheiratet und seine Tochter Radha Burnier wurde später Präsidentin der Adyar-TG. Nach seiner Graduierung am College lehrte Ram selbst an mehreren von Annie Besant gegründeten Schulen, dem Besant Theosophical College in Madanapalle, der National School in Bangalore und der National University of India in Chennai.

### In der Adyar-TG
Wie viele Theosophen jener Zeit, engagierte sich auch Ram in der indischen Unabhängigkeitsbewegung rund um den Indischen Nationalkongress und trat für die Arbeiter-Gewerkschaft ein. Neben seiner Funktion als Privatsekretär Annie Besants, war er zeitweise Schriftführer, Schatzmeister und Vizepräsident der Adyar-TG. Ram war auch als Ghostwriter für Besant tätig. Seit 1950 war er Rektor der School of the Wisdom (= Schule der Weisheit) in Adyar. Nachdem Curuppumullage Jinarajadasa Ende 1952 bekanntgegeben hatte, für keine zweite Amtszeit als Präsident der Adyar-TG zu kandidieren, bewarb sich Ram um diesen Posten und wurde am 17. Februar 1953 auch gewählt. Während seiner rund 20-jährigen Präsidentschaft errichtete er 1966 ein neues Gebäude für die Adyar Library sowie die Vasanta Press, die Druckerei der Adyar-TG.

### Freimaurerei
Ram war Mitglied im Le Droit Humain und Großkommandeur der indischen Föderation.

## Tod und Nachfolge
Ram starb im 83. Lebensjahr, am 8. April 1973 in Adyar, an den Folgen eines Herzinfarktes. Sein Nachfolger als Präsident der Adyar-TG wurde John Coats.

## Werke (Auswahl)
- An approach to reality. Theosophical Publishing House, Madras 1968
- Der Mensch, seine Herkunft und seine Entwicklung. Adyar-Verlag, Graz 1963
- Gedanken für Strebende. Adyar-Verlag, Graz 1971, ISBN 3-85005-041-6
- On the watch tower, selected editorial notes from The Theosophist, 1953–1966. Theosophical Publishing House, Madras 1966
- The human interest and other addresses and short essays. Theosophical Publishing House, Wheaton 1968